# نيوكاستل (مين)
نيوكاستل (بالإنجليزية: Newcastle, Maine)‏ هي بلدة أمريكية تقع في الولايات المتحدة في Lincoln County. يقدر عدد سكانها بـ 1,752 نسمة ومساحتها 84.36 كم2 وترتفع عن سطح البحر 34 متر.

## التركيبة السكانية
قام مكتب تعداد الولايات المتحدة بتحديد بيانات التركيبة السكانية لنيوكاستل في تعداد الولايات المتحدة. في ما يلي، التركيبة السكانية حسب تعدادي 2000 و2010.

### تعداد عام 2000
بلغ عدد سكان نيوكاستل 1,748 نسمة بحسب تعداد عام 2000، وبلغ عدد الأسر 724 أسرة وعدد العائلات 493 عائلة مقيمة في البلدة. في حين سجلت الكثافة السكانية 60.3 نسمة لكل ميل مربع (23.3/كم2). وبلغ عدد الوحدات السكنية 880 وحدة بمتوسط كثافة قدره 30.4 نسمة لكل ميل مربع (11.7/كم2).
وتوزع التركيب العرقي للبلدة بنسبة 98.74% من البيض و 0.11% من الأمريكيين الأصليين و 0.29% من الأمريكيين ذوي الأصول الآسيوية و 0.11% من الأمريكيين الأفارقة و 0.69% من عرقين مختلطين أو أكثر.
```
وبلغت نسبة 
الأزواج
 القاطنين مع بعضهم البعض 56.5% من أصل المجموع الكلي للأسر، ونسبة 8.0% من الأسر كان لديها معيلات من الإناث دون وجود شريك، وكانت نسبة 31.9% من غير العائلات. تألفت نسبة 26.4% من أصل جميع الأسر من أفراد ونسبة 12.3% كانوا يعيش معهم شخص وحيد يبلغ من العمر 65 عاماً فما فوق. وبلغ متوسط حجم الأسرة المعيشية 2.86، أما متوسط حجم العائلات فبلغ 2.37.
```

بلغ العمر الوسطي للسكان 45 عاماً. وكانت نسبة 22.7% من القاطنين تحت سن الثامنة عشر، وكانت نسبة 5.0% بين الثامنة عشر والأربعة وعشرون عاماً، ونسبة 22.7% كانت واقعةً في الفئة العمرية ما بين الخامسة والعشرون حتى والأربعة وأربعون عاماً، ونسبة 30.8% كانت ما بين الخامسة والأربعون حتى الرابعة والستون، ونسبة 18.8% كانت ضمن فئة الخامسة والستون عاماً فما فوق. يوجد لكل 100 أنثى 88.0 ذكر، ويوجد لكل 100 أنثى في الثامنة عشر من عمرها فما فوق 85.8 ذكر.
بلغ متوسط دخل الأسرة في البلدة 43,000 دولار، أما متوسط دخل العائلة فبلغ 51,250 دولار. وكان متوسط دخل الذكور 33,750 دولار مقابل 28,466 دولار للإناث. وسجل دخل الفرد الخاص بالبلدة 24,289 دولار. وكانت نسبة 4.2% من العائلات ونسبة 7.0% من السكان تحت خط الفقر، وكان من هؤلاء نسبة 6.1% تحت سن الثامنة عشر ونسبة 9.5% في الخامسة والستين من العمر وما فوق.

### تعداد عام 2010
بلغ عدد سكان نيوكاستل 1,752 نسمة بحسب تعداد عام 2010، وبلغ عدد الأسر 787 أسرة وعدد العائلات 505 عائلة مقيمة في البلدة. في حين سجلت الكثافة السكانية 60.3 نسمة لكل ميل مربع (23.3/كم2). وبلغ عدد الوحدات السكنية 992 وحدة بمتوسط كثافة قدره 34.1 لكل ميل مربع (13.2/كم2).
وتوزع التركيب العرقي للبلدة بنسبة 97.8% من البيض و 0.5% من الأمريكيين الأصليين و 0.3% من الأمريكيين ذوي الأصول الآسيوية و 0.1% من الأمريكيين الأفارقة و 1.2% من عرقين مختلطين أو أكثر.
بلغ عدد الأسر 787 أسرة كانت نسبة 23.8% منها لديها أطفال تحت سن الثامنة عشر تعيش معهم، وبلغت نسبة الأزواج القاطنين مع بعضهم البعض 52.9% من أصل المجموع الكلي للأسر، ونسبة 8.5% من الأسر كان لديها معيلات من الإناث دون وجود شريك، بينما كانت نسبة 2.8% من الأسر لديها معيلون من الذكور دون وجود شريكة وكانت نسبة 35.8% من غير العائلات. تألفت نسبة 28.7% من أصل جميع الأسر من أفراد ونسبة 15.2% كانوا يعيش معهم شخص وحيد يبلغ من العمر 65 عاماً فما فوق. وبلغ متوسط حجم الأسرة المعيشية 2.70، أما متوسط حجم العائلات فبلغ 2.21.
بلغ العمر الوسطي للسكان 49.6 عاماً. وكانت نسبة 18.6% من القاطنين تحت سن الثامنة عشر، وكانت نسبة 5.2% بين الثامنة عشر والأربعة وعشرون عاماً، ونسبة 19.8% كانت واقعةً في الفئة العمرية ما بين الخامسة والعشرون حتى والأربعة وأربعون عاماً، ونسبة 33.4% كانت ما بين الخامسة والأربعون حتى الرابعة والستون، ونسبة 23.1% كانت ضمن فئة الخامسة والستون عاماً فما فوق. وتوزع التركيب الجنسي للسكان بنسبة 47.7% ذكور و52.3% إناث.